# Lepidocybium flavobrunneum
Lepidocybium flavobrunneum é uma espécie de peixe pertencente à família Gempylidae.
A autoridade científica da espécie é Smith, tendo sido descrita no ano de 1843. [carece de fontes?]

## Habitat
Encontra-se presente em regiões com clima tropical ou temperado, sendo geralmente importado de Fiji, Ecuador e do Golfo do México.
Em Portugal, é considerado uma espécie nativa e conhecido como escolar-preto.

## Descrição
Trata-se de uma espécie marinha. Atinge os 200 cm de comprimento padrão nos indivíduos do sexo masculino.